# Samuele Bacchiocchi
Samuele R. Bacchiocchi (29. ledna 1938 – 20. prosince 2008) byl spisovatel z řad církve Adventistů sedmého dne a teolog, nejvíce známý pro svá díla o roli Šabatu v křesťanství. Byl také znám jako odpůrce rockové hudby, nevázaného oblékání a alkoholu. Sám byl jedním z nejvíce známých adventistických autorů.

## Život
Získal bakalářský titul z teologie na adventistické Newbold College ve Spojeném království Velké Británie. Na něj pak navázal magisterským studiem historie a bakalářským postgraduálním studiem theologie na vlajkové lodi adventistů - Adrewsově univerzitě v Michiganu ve Spojených státech, jež ukončil v roce 1964.
V roce 1969 se vrátil do Říma, kde začal studovat na Řehořově papežské univerzitě. Zde získal v roce 1974 doktorát z církevní historie na téma odmítnutí Šabatu v rané křesťanské církvi. Studium zakončil s červeným diplomem (summa cum laude) a zlatou medailí papeže Pavla VI.
Bacchiocchi pak, od roku 1974 až do svého odchodu do důchodu v roce 2000, přednášel teologii a dějiny církve na fakultě náboženství na adventistické Adrewsově univerzitě.

### Víra
Bacchiocchi podporoval konzervativní styl života jehož součástí byla například úplná abstinence či vyhýbání se rockové muzice. Byl také uznávanou nežidovskou autoritou na Šabat, jenž se snažil prosazovat a udržovat.
Sám tisku předložil hypotézu navazující na tradiční prorocký odkaz Adventistů (díla E. G. Whiteové), kde staví papežství do role antikrista a s nímž spojuje také i Islám, jejž označil jako „símě tvořící mnoho nenávisti“.

### Kontroverze
Byla zde jistá polemika jež vznikla v roce 2000 kolem Bacchiocchiho tvrzení že nejen, že zakončil s červeným diplomem (summa cum laude) a zlatou medailí papeže Pavla VI., ale i oficiálním církevním schválením („Imprimatur") potvrzujícím soulad jeho doktorské práce s římskokatolickou věroukou.
Oficiální listina potvrdila, že se Bacchiocchi nepyšní tímto oprávněním.
V roce 2007 se obě strany shodly, že obdržel červený diplom (summa cum laude) a zlatou medailí papeže Pavla VI., ale to jen při udělení malého doktorátu a pouze vyznamenání (magna cum laude) při ukončení Doktorského studijního programu jako takového.
Bacchiocchi se zde bránil, že rozdíl mezi malým doktorátem (Licentia) a Doktorským programem je malý a pro většinu anglicky mluvících osob nepochopitelný.
Nezískal tedy římskokatolickou doložku schválení a doporučení „Imprimatur“ církevní autority. Tedy potvrzení a doporučení, nezbytné pro teologické odborné publikace (překlady Bible, kancionály, modlitby, učebnice).

### Jezuitská konspirační teorie
Malá menšina adventistů podezřívala Bacchiocchi kvůli jeho studiu na Řehořově papežské univerzitě, tvrdíc že byl jezuitským špehem Vatikánu. Také antikatolický fundamentalistický aktivista Alberto Rivera tvrdil, že schválení Bacchiocchi práce „From Sabbath to Sunday“ (Od Šabatu k neděli) bylo učiněno jako manévr k vítězství nad Adventisty, tak jako postuloval další manévry udělané vůči ostatním církvím.
Rivera sám byl křesťanským fundamentalistou jenž o sobě tvrdil, že býval jezuitským knězem, ačkoliv tento bod jako mnoho jeho dalších tvrzení bylo většinou následných autorů diskreditováno.

## Publikační činnost
- From Sabbath to Sunday: A Historical Investigation of the Rise of Sunday Observance in Early Christianity
- Divine Rest for Human Restlessness: A Theological Study of the Good News of the Sabbath for Today
- The Sabbath in the New Testament: Answers to Questions
- The Sabbath Under Crossfire: A Biblical analysis of Recent Sabbath/Sunday Developments

Bacchiocchiho knihy jsou z části (vybrané kapitoly) dostupné online na www - https://web.archive.org/web/20130530112938/http://www.biblicalperspectives.com/books/